# IOS 8
Az iOS 8 az Apple Inc. iOS operációs rendszerének nyolcadik tagja, amelynek fejlesztését 2014. június 2-án jelentette be az Apple. Elődje az iOS 7.

## Története
2014. június 2-án jelentette be az Apple az iOS 8 operációs rendszert, és 2014. szeptember 17-én tette azt hivatalosan is elérhetővé a felhasználók számára. A korábbi verziókhoz képest − amelyek bevezetésével általában két korábbi eszköz támogatása szűnt meg − az iOS 8 csak az iPhone 4 készülékeken nem fut, minden későbbin igen.
Az iOS 8-ban több új funkció kap helyet, többek között: iCloud-fotókönyvtár, megújult Kamera time lapse móddal, bővített képszerkesztési lehetőségek (az iPhoto app kiváltására), megújult Üzenetek app gyors hang- és videóüzenet küldéssel, helyzetmegosztással, bővített csoportos üzenetkezelési lehetőségekkel, interaktív értesítések támogatása, kedvencek és előzmények az alkalmazásváltó nézetben a képernyő felső sávjában, megújult Mail új üzenetkezelő funkciókkal, megújult Safari, megújult billentyűzet és külső fejlesztők billentyűzeteinek támogatása, widgetek támogatása az Értesítési központban, magyar nyelvű Siri diktálás (csak diktálás), Családi megosztás, iCloud Drive, Egészség app és HealthKit, Continuity szolgáltatás, megújult Spotlight kereső, Tippek app, EU internet opció, LTE támogatása nem Apple partner szolgáltatók esetén is, Touch ID külső fejlesztők általi használatának lehetősége, frissített Vezérlőközpont-design.
Az iOS 8 legutóbbi frissítése, a 8.4.1 2015. augusztus 13-án jelent meg, több hibajavítást hozva.

## iOS 8-at használó eszközök
| iPhone                                                                    | iPad | iPod touch                      |
| - iPhone 4s - iPhone 5 - iPhone 5c - iPhone 5s - iPhone 6 - iPhone 6 Plus | - iPad (második generáció) - iPad (harmadik generáció) - iPad (negyedik generáció) - iPad mini (első generáció) - iPad mini (második generáció) - iPad mini (harmadik generáció) - iPad Air (első generáció) - iPad Air (második generáció) | - iPod touch (ötödik generáció) |

## iOS 8 verziók
- 8.0 (2014. szeptember 17.)
- 8.0.1 (2014. szeptember 24.)
- 8.0.2 (2014. szeptember 26.)
- 8.1 (2014. október 20.)
- 8.1.1 (2014. november 17.)
- 8.1.2 (2014. december 9.)
- 8.1.3 (2015. január 27.)
- 8.2 (2015. március 9.)
- 8.3 (2015. április 8.)
- 8.4 (2015. június 30.)
- 8.4.1 (2015. augusztus 13.)